# Giovanni Gaspare Zuccalli

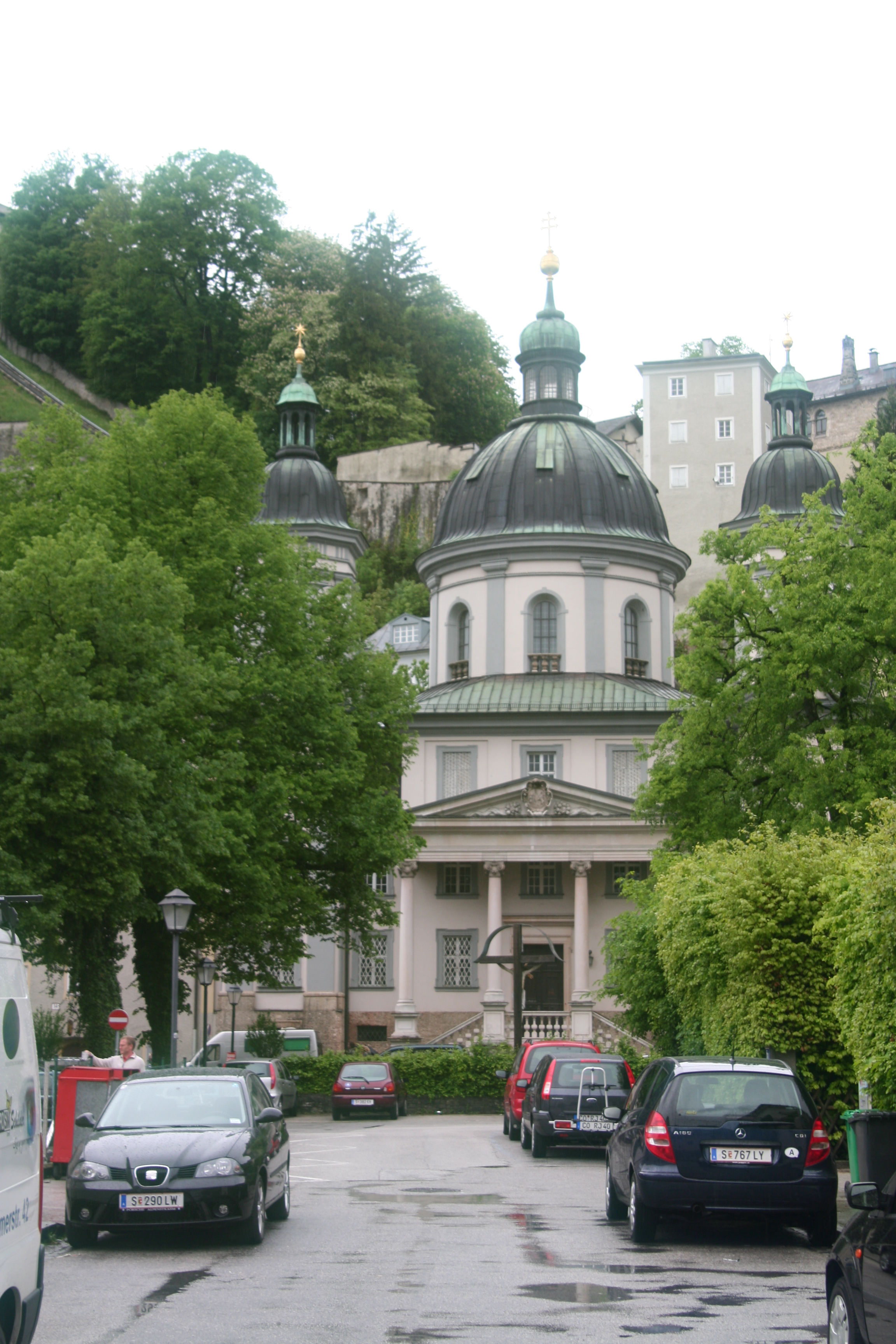
Chiesa di Sant'Erardo dell'ospedale di Nonntal, Salisburgo

Gaspare Giovanni Zuccalli noto anche come Kaspar Zuccalli (Roveredo, 1637 circa – Bad Adelholzen, 14 maggio 1717) è stato un architetto svizzero che lavorò principalmente a Salisburgo.

## Biografia
Figlio di Domenico Christoforo Zuccalli fu allievo dell'ancor più noto zio Enrico Zuccalli, costruttore della chiesa teatina di Monaco di Baviera. Max Gandolf von Kuenburg convocò Gaspare Zuccalli a Salisburgo e negoziò con lui la costruzione di una chiesa dedicata a sant'Erardo, annessa all'Ospedale omonimo a Nonntal, e una a san Gaetano.
Zuccalli completò in gran parte le due chiese in stile barocco italiano, tra il 1685 e il 1687, finché la morte dell'arcivescovo impedì qualsiasi lavoro finale. Nonostante la sua nomina a architetto di corte e paesaggista, nel 1689, i suoi rapporti con il suo successore, Johann Ernst von Thun, non furono dei migliori e ben presto dovette cedere il passo a Johann Bernhard Fischer von Erlach dopo accuse infondate contro di lui e i suoi stuccatori. Discusse a lungo con l'arcivescovo circa il suo compenso per la Chiesa di san Gaetano. Il motivo era che l'arcivescovo aveva un'antipatia per le persone provenienti dai paesi romani, conosciute come "Welsche". In un'ordinanza del 1690 la Savoia e il Walhaz furono addirittura espressamente esclusi dalla cittadinanza. Nel 1695 Zuccalli acquistò l'Hofmark Bad Adelholzen a Chiemgau, dove morì nel 1717.

## Grandi opere
- Monastero carmelitano di Straubing (1684)
- Chiesa di san Gaetano a Salisburgo (1685–1700)
- Chiesa di Sant'Erardo a Salisburgo (1685–1689)
- Castello di Aurolzmünster (1687–1705)
- Chiesa Parrocchiale di San Michele a Sachrang (1687/88)
- Il Caspisschlössl a Salisburgo (1685)